# Shine (canción de Cyndi Lauper)
Shine —en español: Brillo— es una canción interpretada por la artista estadounidense Cyndi Lauper, publicada el 11 de mayo de 2002 como el primer sencillo de Shine EP (2002). Lauper la compuso junto a William Wittman.

## Antecedentes
La primera presentación de la canción fue en Viena, en el Ayuntamiento (Ayudas de beneficios) el 16 de junio de 2001. Fue lanzada en las radios de los Estados Unidos el 11 de mayo de 2002. Esta canción ha sido remezclada por varias personas, entre ellos Víctor Calderone y joven Tracy. Esto causó que la canción fuera un éxito en los clubes. "Shine" fue remezclada para una temporada, quinto episodio culminante de Queer as Folk. Lauper apareció como ella para interpretar la canción en el show de "Babilonia" baile del club. Desde entonces, el rendimiento ha sido utilizado como un videoclip para la canción.
El primer lanzamiento oficial de la canción apareció en el Shine EP, un miniálbum lanzado 2002 para contrarrestar la piratería del material en los Estados Unidos. Alan Cumming realizó una versión de Shine en su primer álbum.

## Versiones oficiales
- Shine (Tracy Young Mix) - 13:09
- Shine (Illicit Mix) - 8:37
- Shine (A cappella) - 5:16

## Créditos
- Voz; Cyndi Lauper
- Producción; Cyndi Lauper & William Wittman
- Letra; Cyndi Lauper & William Wittman